# Мертвий півень
«Ме́ртвий пі́вень» — український рок-гурт.

## Про гурт
Гурт народився у середовищі Львівського університету імені Івана Франка, де навчалися багато його майбутніх учасників, котрі починали музичну діяльність в університетському хорі «Черемош». У 1989 році музиканти збиралися в кафе «Старий Львів» на вулиці Валовій, яке на початку 1970-их було одним з перших місць збору львівських гіпі; назва гурту походить від вивіски кафе. Лідером був Любко Футорський (1972—2023). Певний час учасники гурту ідентифікували себе як «четверте покоління гіпі». 
Перші музичні експерименти МП відбувалися винятково з акустичними інструментами. Саме в такому звучанні гурт отримав перше визнання критиків і слухачів (перемоги на фестивалях «Вивих» у травні 1990 у Львові, де виступив уперше, та «Червона Рута» у Запоріжжі 1991 року), а також записав свій перший альбом «ЕТО» (1992).
У 1990-ті роки «Мертвий півень» активно гастролював в Україні та за кордоном (Польща, Франція, Німеччина, Чехія, Словаччина, Австрія), продовжував експерименти зі звучанням електричних гітар і додаванням нових музичних інструментів, водночас жив активним громадським життям, перманентно беручи участь у всіх можливих акціях протесту проти всіх можливих злочинних антинародних режимів. У 1994 та 1995 роках гурт з успіхом виступав на Всеукраїнському фестивалі незалежної музики "Альтернатива", який відбувався у Львові.
Одна з найвпізнаваніших рис колективу — пісні на вірші відомих українських поетів (Тарас Шевченко, Максим Рильський, Ігор Калинець, Наталка Білоцерківець, Олег Лишега, Віктор Неборак, Олександр Ірванець, Юрій Андрухович, Юрко Позаяк, Сергій Жадан).
За 20 років існування гурту через нього пройшло близько 20 музикантів. Особливістю «Мертвого Півня» є той факт, що майже всі його учасники паралельно займалися окремими проєктами в різних галузях культури. Роман Чайка успішно поєднував роль телеведучого «5 каналу» та гітариста МП, Юрій Чопик — за сумісництвом директор «Видавництва Старого Лева». Басист гурту Олег «Джон» Сук співпрацює з низкою інших виконавців як музикант, продюсер і звукорежисер, а фронтмен Місько Барбара — з харківським театром «Арабески» як актор.
Гурт «Мертвий півень» взяв участь у записі альбому-компіляції «Хор монгольських міліціонерів», для якого різні виконавці записали пісні на вірші Сергія Жадана. Альбом вийшов 2007 року.
2011 року гурт фактично припинив творчу діяльність.
Восени 2021 року, після смерті співзасновника і вокаліста гурту Міська Барбари, на цифрових платформах почала з'являтися музика «Мертвого півня», яка до того була представлена лише останнім альбомом «Радіо Афродита». Так, усі записи колективу стали доступними на стримінгових платформах Apple Music, Spotify, YouTube Music і Deezer. Серед них студійні альбоми, концерті альбоми, збірки та інші релізи.
22 травня 2023 року гурт повернувся на сцену, виступивши на концерті – презентації книги Сергія Жадана «Птах. Пісні, що стали віршами» у Львівській опері. Колектив представив нового вокаліста, яким став львівський музикант Юрко Рокецький.

## Учасники

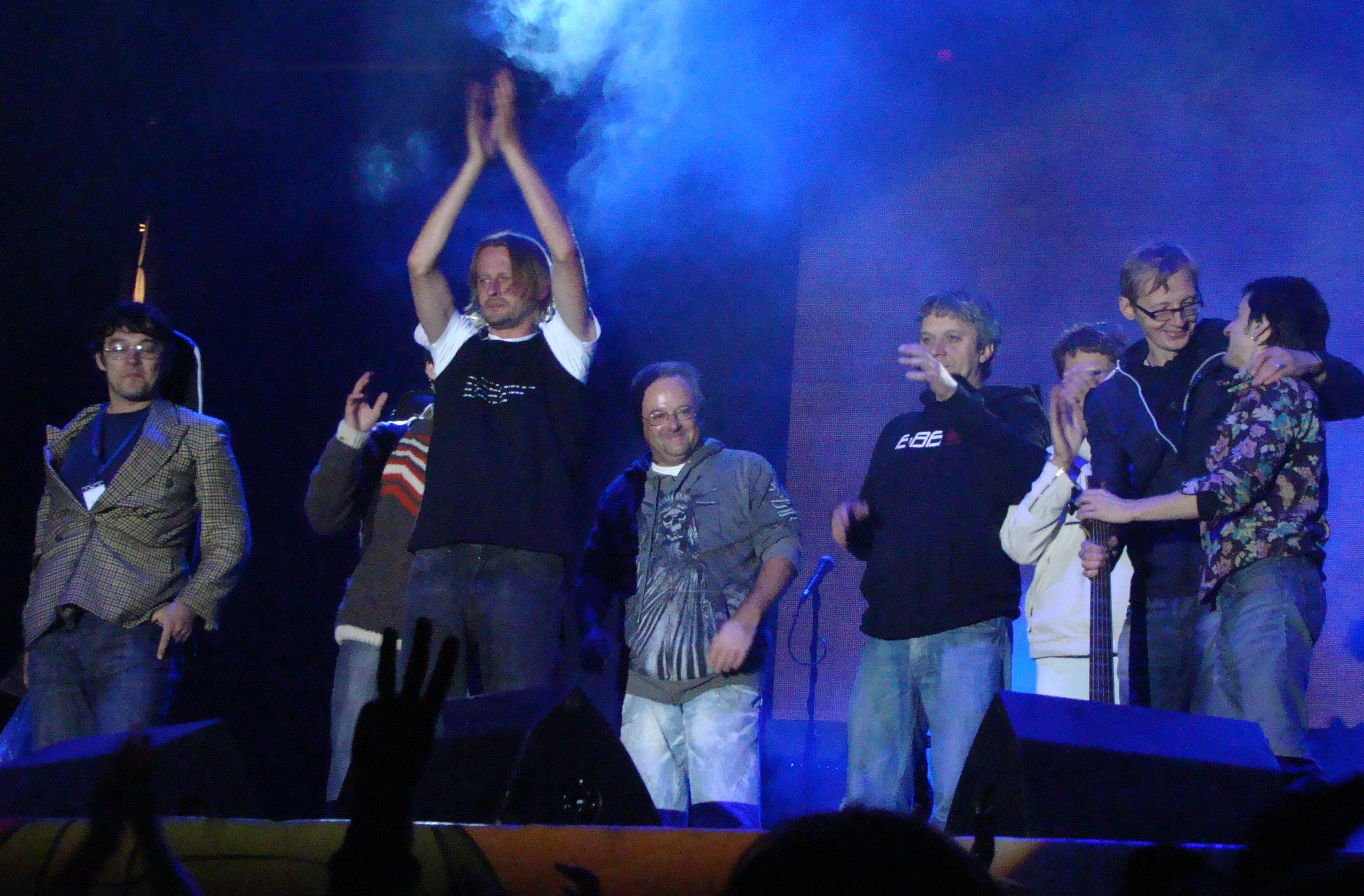
Фестиваль Fort. Missia. 2011 р.

### Шестерні гурту з 2023
Юрко Рокецький — вокал;

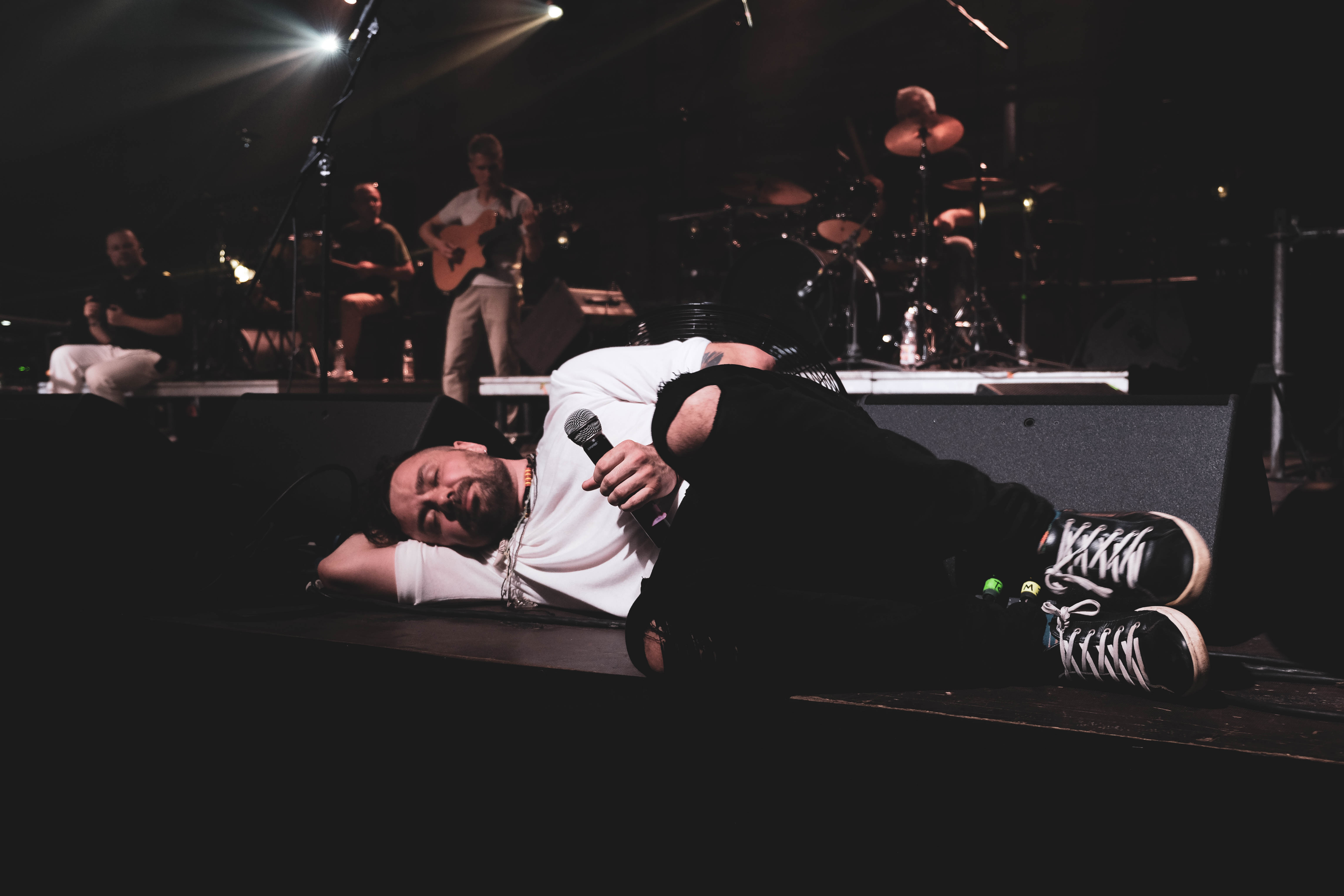
Вокаліст: Юра Рокецький

Світлана Кирильчук — вокал;

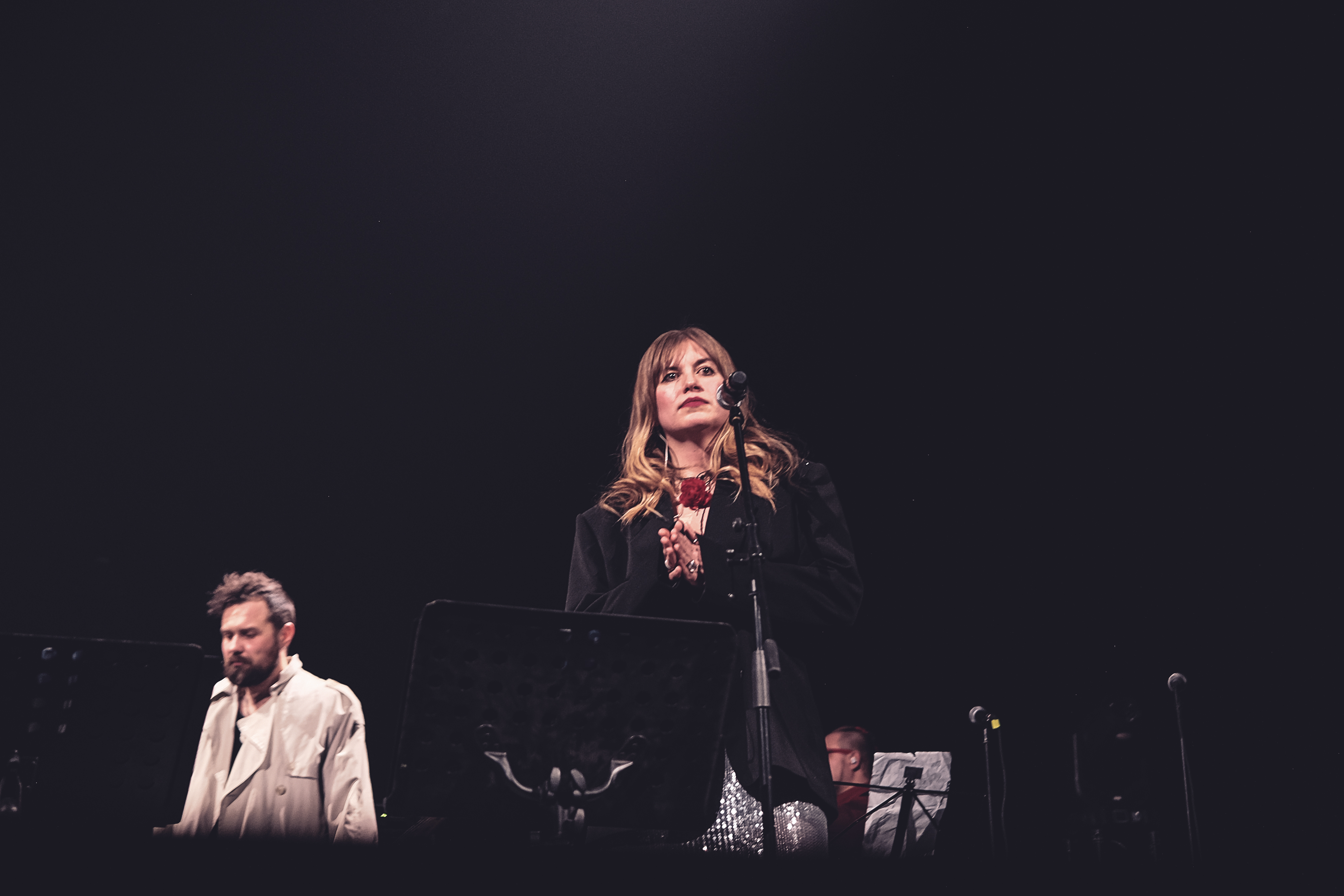
Вокалістка: Світлана Кирильчук

Роман Чайка — гітара;
Олег «Джон» Сук — бас-гітара;
Олесь Слободян — ударні; 
Юрій Чопик — гітара;
Микола Єрега — гітара;
Любко Радомський — флейта; 
Андрій Альфавіцький — перкусія.

### Перший склад 1989—1992
- Любомир «Любко», «Футор» Футорський† — вокаліст, засновник гурту;
- Роман «Ромко Сіґал» Чайка — гітара;

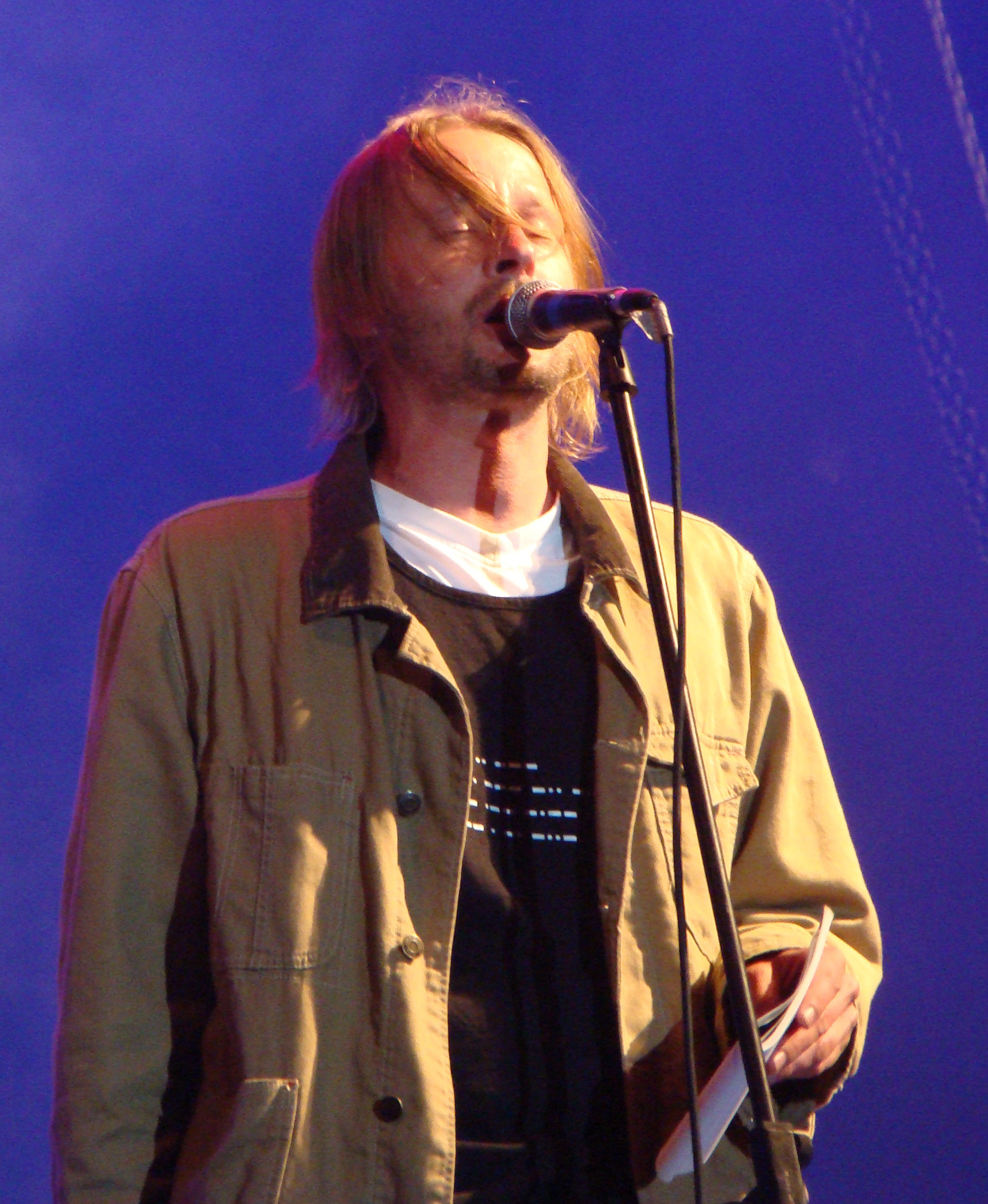
Вокаліст гурту до 2011: Місько Барбара

- Місько Барбара† — вокал;Вокаліст гурту до 2011: Місько Барбара
- Ярина Якуб'як — вокал;
- Юрій Чопик — гітара;
- Роман «Ромко» Рось — скрипка;
- Тарас Банах — сопілка (у 1989—1991).

### Були в складі
- Любко Футорський †— перейшов до складу гурту «Місто Мемфіс»;
- Андрій П'ятаков;
- Серафим Поздняков;
- Тарас Банах — у 1991 р.;
- Ромко Рось;
- Андрій Підківка — флейта;
- Андрій П'ятаков — барабанщик (1992);
- Серафим Поздняков — барабанщик (замінив Андрія П'ятакова);
- Вадим Балаян — барабанщик (замінив Серафима Позднякова);
- Андрій Надольський — барабанщик (2002);
- Іван Небесний — клавішник (2002);
- Мар'ян Козовий — гітарист;

## Дискографія
| Дата виходу | Назва                                           |
| ----------- | ----------------------------------------------- |
| 1992        | Ето                                             |
| 1993        | Мертвий півень '93                              |
| 1994        | Підземне зоо (1994) Live in studio              |
| 1995        | Live у Львові                                   |
| 1996, 1997  | IL Testamento                                   |
| 1997        | Міський бог Ерос                                |
| 1998        | Шабадабада                                      |
| 2003        | Афродизіяки (разом з Віктором Морозовим)        |
| 2006        | Пісні Мертвого Півня                            |
| 2008        | Кримінальні сонети (разом з Юрієм Андруховичем) |
| 2008        | Вибраний народом                                |
| 2009        | Made in ЮА                                      |
| 2011        | Радіо Афродита                                  |
| 2023        | Гобелен (Сингл)                                 |
| 2023        | Камаради (Сингл)                                |
| 2023        | Телесик (Сингл)                                 |
| 2023        | Perevahy (Сингл)                                |

## Цікаві факти
Історія назви гурту пов'яназа з кав'ярнею "Старий Львів", де вони часто збиралися. При вході до закладу висів флюгер (залізна фігурка півня), якого вони називали мертвим. Відтак, виникла ідея назви "Мертвий півень".